# Golędzinów (Warszawa)

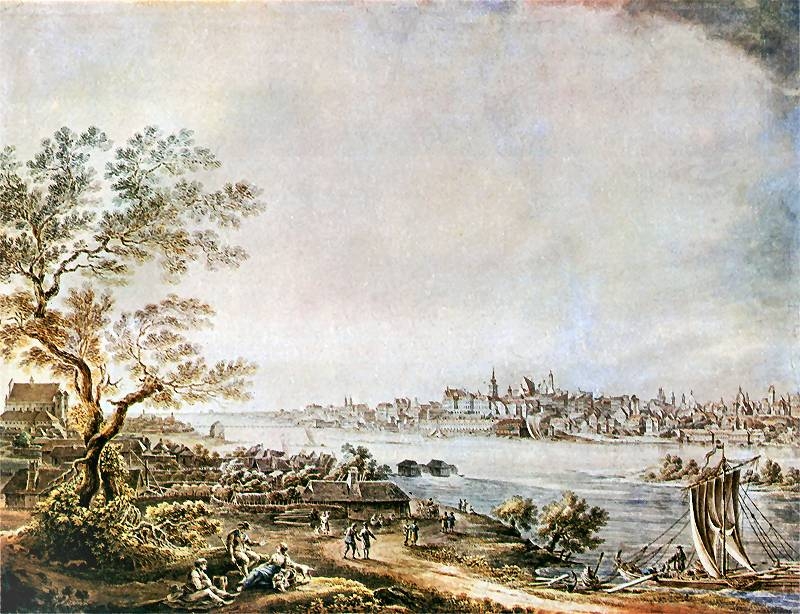
Widok Warszawy od strony Pragi, Zygmunt Vogel.
Po lewej stronie Golędzinów z 1807 roku

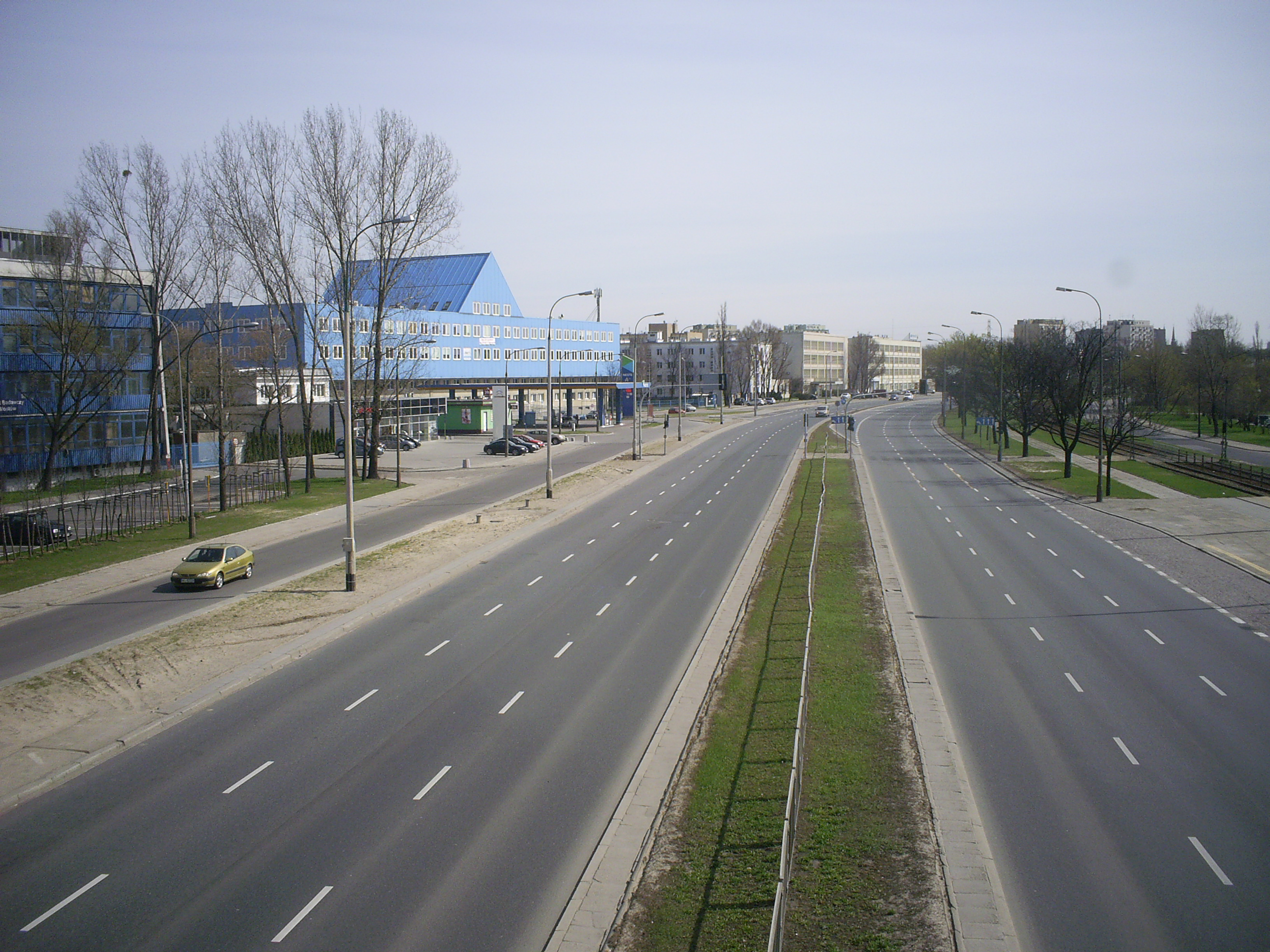
Golędzinów współcześnie, widok z kładki znajdującej się nad ulicą Jagiellońską

Golędzinów – osiedle znajdujące się w dzielnicy Praga-Północ w Warszawie. Przyłączone do miasta w kwietniu 1916.

## Historia
Pierwsze wzmianki o osadzie Golędzinów datuje się na 1387. Został założony na mocy prawa chełmińskiego. Golędzinów był osadą garbarską, W XV wieku stanowił własność rycersko-szlachecką.
Wieś szlachecka Golendzinowo w 1580 znajdowała się w powiecie warszawskim ziemi warszawskiej województwa mazowieckiego.
W 1658 Golędzinów otrzymał prawa miejskie. W 1764 król Stanisław August Poniatowski zakupił Golędzinów i założył na jego terenie jurydykę zwaną Golędzinowem Królewskim.  W 1783 król podarował mniejszości niemieckiej tam dwa place pod budowę kościoła ewangelicko-augsburskiego i cmentarza. Kościół został zniszczony w 1794 podczas szturmu generała Aleksandra Suworowa lub później, podczas wojen napoleońskich. 
W 1791 roku Sejm Czteroletni włączył Golędzinów Królewski do Warszawy. 
W 1792 na terenie Golędzinowa Królewskiego istniało trzynaście garbarni. Na początku XIX wieku władza Imperium Rosyjskiego przejęła tereny Golędzinowa pod budowę fortu Śliwickiego. W 1859 Rosjanie nie dotrzymali złożonej wcześniej obietnicy i zlikwidowali cmentarz Golędzinowski (mieścił się on na terenie zajmowanym obecnie przez Ogród Zoologiczny). Według innych źródeł cmentarz funkcjonował znacznie dłużej, gdyż w latach 1845−1879 dokonano tam prawie 450 pochówków i zaznaczono go jeszcze na planach Lindleya z 1897 roku. 
Na początku XX wieku Golędzinów posiadał zabudowę podmiejską, która charakteryzowała się obszarami gospodarskimi i zabudową drewnianą. Golędzinów ponownie został włączony do Warszawy w 1916. W 1936 na terenie Golędzinowa premier Felicjan Sławoj Składkowski powołał trzy kompanie Rezerwy Policyjnej. Po II wojnie światowej na tym terenie stacjonował Korpus Bezpieczeństwa Wewnętrznego, Nadwiślańskie Jednostki Wojskowe i Zmotoryzowane Odwody Milicji Obywatelskiej, stacjonujące w rejonie fortu Śliwickiego.
W 2022 roku miasto podjęło decyzję o utworzeniu wzdłuż koryta Wisły parku Naturalnego Golędzinów.